# Ana Cristina Sanabria
Ana Cristina Sanabria Sánchez (Zapatoca, Santander, Colombia, 2 de mayo de 1990) es una ciclista profesional colombiana. Desde 2020 corre para el equipo colombiano de categoría UCI Women's Continental Team el Colombia Tierra de Atletas Femenino.

## Trayectoria
Es una de las ciclistas colombianas más ganadoras de carreras a nivel nacional, siendo campeona de la prueba del Campeonato de Colombia de Ciclismo Contrarreloj en los años 2015, 2016, 2017 y 2020; del Tour Femenino de Colombia en el 2014, 2015, 2016 y 2017; y de la primera, segunda y tercera ediciones de la Vuelta a Colombia Femenina (2016, 2017, 2018).

## Palmarés
2011
- Clásica Nacional Ciudad de Anapoima

2012
- Vuelta a Cundinamarca Femenina

2013
- Vuelta Femenina a Costa Rica, Premio de Montaña

2014
- Tour Femenino, más 2 etapas

2015
- Campeonato de Colombia Contrarreloj
- Tour Femenino, más 2 etapas

2016
- Campeonato de Colombia Contrarreloj
- Clásica Nacional Ciudad de Anapoima
- Vuelta a Boyacá Femenina
- Tour Femenino, más 1 etapa
- Vuelta a Colombia Femenina, más 2 etapas
- 2.ª en el Campeonato Panamericano Contrarreloj

2017
- Campeonato de Colombia Contrarreloj
- Clásica Nacional Ciudad de Anapoima
- Tour Femenino, más 1 etapa
- Vuelta a Colombia Femenina, más 3 etapas
- 2.ª en los Juegos Bolivarianos Contrarreloj

2018
- 3.ª en el Campeonato Panamericano Contrarreloj
- Juegos Suramericanos Contrarreloj
- Juegos Suramericanos en Ruta
- 2.ª en los Juegos Centroamericanos y del Caribe Contrarreloj
- Vuelta a Boyacá Femenina
- Vuelta a Colombia Femenina, más 1 etapa

2019
- 2.ª en el Campeonato de Colombia Contrarreloj

2020
- Campeonato de Colombia Contrarreloj

2021
- 2.ª en el Campeonato de Colombia Contrarreloj

2022
- 3.ª en los Juegos Bolivarianos en Ruta

2023
- 3.ª en el Campeonato de Colombia Contrarreloj

2024
- 3.ª en el Campeonato de Colombia Contrarreloj

### Resultados de campeonatos

#### Campeonatos de Colombia
- 2009
  - 10° del campeonato contrarreloj
  - 17° del campeonato de ruta
- 2010
  - 2° del campeonato de ruta 
  - 5° del campeonato contrarreloj
- 2011
  - 6° del campeonato contrarreloj
  - 15e del campeonato de ruta
- 2012
  - 3° del campeonato de ruta 
  - 6° del campeonato contrarreloj
- 2013
  - 10° del campeonato de ruta

- 2014
  - 5° del campeonato contrarreloj
  - 16° del campeonato de ruta
- 2015
  - 1° del campeonato contrarreloj  
  - 3° del campeonato de ruta
- 2016
  - 1° del campeonato contrarreloj  
  - 4° del campeonato de ruta
- 2017
  - 1° del campeonato contrarreloj  
  - 8° del campeonato de ruta

## Resultados en Grandes Vueltas y Campeonatos del Mundo
Durante su carrera deportiva ha conseguido los siguientes puestos en las Grandes Vueltas femeninas y en los Campeonatos del Mundo en carretera:
| Carrera              | 2018 |
| -------------------- | ---- |
| Giro de Italia       | Ab.  |
| Mundial en Ruta      | Ab.  |
| Mundial Contrarreloj | -    |

-: no participa

Ab: abandono

X: ediciones no celebradas

## Equipos
- Bizkaia Durango (2014)
- Servetto Giusta(2017-2018-)
- Swapit Agolico (2019)
- Colombia Tierra de Atletas Femenino (2020-)